# Jagdschloss Friedrichstal

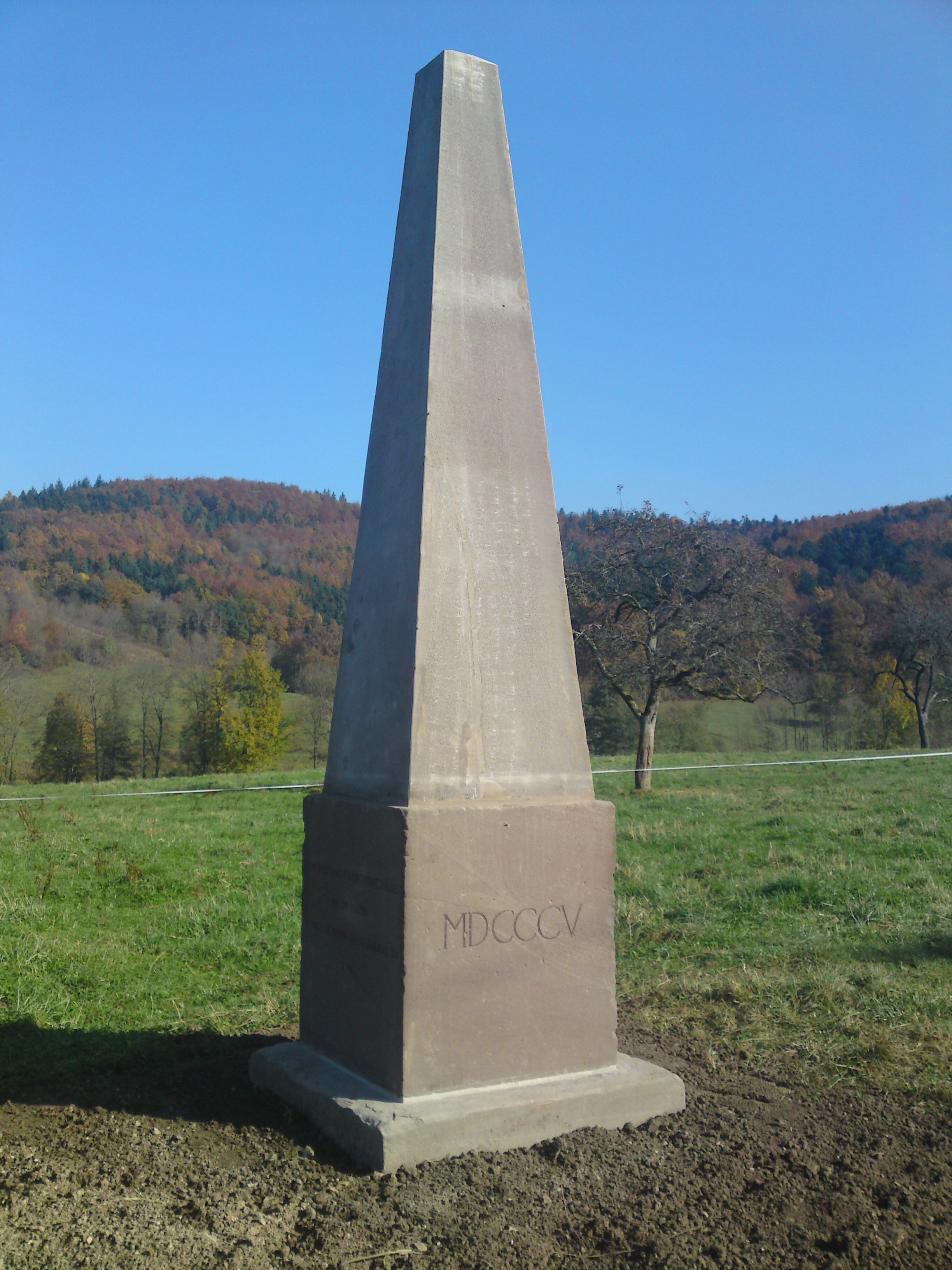
Obelisk, dahinter der Grund des ehemaligen Schlosses

Das Jagdschloss Friedrichstal war ein Jagdschloss der Fürsten von Hohenzollern-Hechingen knapp zwei Kilometer südöstlich des heutigen Hechinger Stadtteils Boll oberhalb des Reichenbachs.

## Geschichte

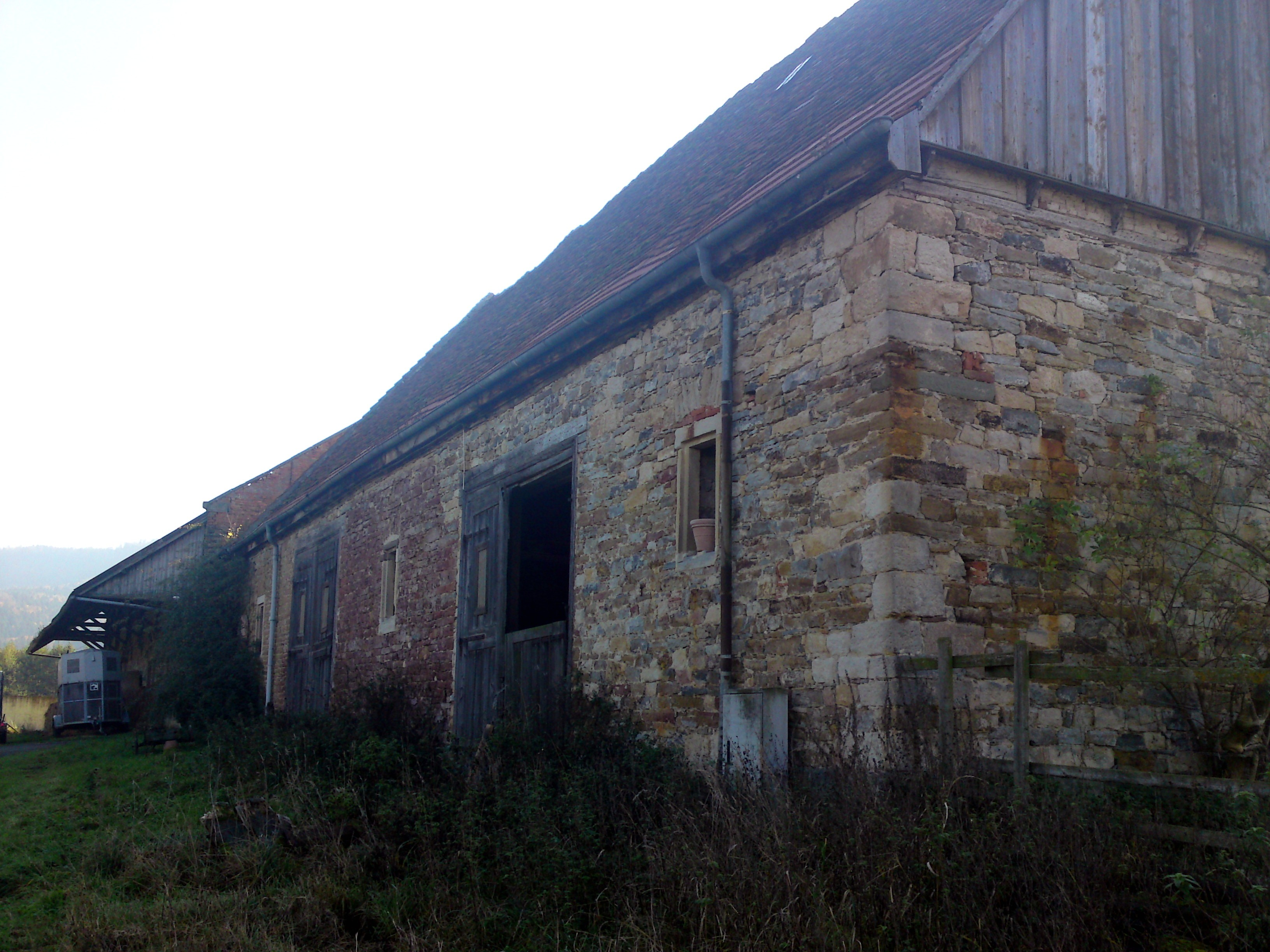
Ökonomiegebäude

Das Schloss wurde 1893 komplett abgebrochen, nur das ehemalige Schlossökonomiegebäude und ein Gedenkstein in Form eines Obelisken sind erhalten.
Das Schloss hatte eine Länge von 29,76 Metern und eine Breite von 10,31 Metern, die Gebäudeenden bildeten Risalite. An der südwestlichen Seite befand sich ein Anbau mit Stallungen, auf der Südostseite des Schlosses ein großer Obst- und Gemüsegarten mit einer Grundfläche von 70 × 90 Metern.
Das Schloss wurde 1729 von Fürst Friedrich Ludwig von Hohenzollern-Hechingen (1688–1750), dem Erbauer des Schlosses Lindich, als kleines Jagdschloss in Fachwerkbauweise errichtet. Das Ökonomiegebäude wurde gleichzeitig errichtet und in den folgenden Jahrzehnten regelmäßig als fürstliche Domäne verpachtet. Fürst Joseph Friedrich (1717–1798) ließ es 1746 erneuern. Die letzte Modernisierung erfolgte durch Fürst Hermann Friedrich Otto (1748–1810) im Jahr 1805, im Zuge dieser Baumaßnahme wurde auch der Obelisk errichtet. Nach Fürst Hermanns Tod wurde das Schloss kaum noch genutzt und zerfiel, weshalb es später abgerissen wurde. Der Obelisk wurde 2009 restauriert und nach Süden, an den Wegesrand, versetzt.